# Simmone Jade Mackinnon
Simmone Jade Mackinnon (* 19. März 1973 in Mount Isa, Queensland) ist eine australische Schauspielerin.

## Leben und Karriere
Mackinnon war früher als Tänzerin tätig und mit dem Musical Cats in Australien und Asien auf Tour (in der Rolle der Cassandra), musste diesen Beruf jedoch nach einer Knie-Verletzung aufgeben und gehörte von 2003 bis 2009 zur Stammbesetzung der australischen Erfolgsserie McLeods Töchter. Da sie eine hervorragende Reiterin ist, erwies sie sich als Idealbesetzung für die Rolle der Rodeo-Reiterin Stevie Hall-Ryan. Zuvor gehörte sie eine Staffel lang (Staffel 10) zur Stammbesetzung der US-Serie Baywatch und spielte in Deep Shock mit Sean Whalen. Ihr Debüt als Film-Schauspielerin gab sie in dem Film Attila im Jahre 2001 in einer Doppelrolle.
2004 wurde sie für den Logie Award als beste Newcomerin und 2007 für den Silver und Golden Award nominiert.
2009 war sie erneut nominiert.
Mackinnon lebte während der Dreharbeiten zu McLeods Töchter in Gawler (nördlich von Adelaide) in Südaustralien.
Am 19. März 2010 brachte Mackinnon einen Sohn zur Welt.

## Filmografie (Auswahl)
- 1996: Liebling, bleib so wie ich bin! (Dating the Enemy)
- 1997: Dust Off the Wings
- 1998: Water Rats – Die Hafencops (Water Rats, Fernsehserie, eine Folge)
- 1999: Die Verlorene Welt (The Lost World), Folge 01x04
- 1998/1999: All Saints (Fernsehserie, zwei Folgen)
- 1999–2000: Baywatch – Die Rettungsschwimmer von Malibu (Baywatch, Fernsehserie, 24 Folgen)
- 2001: Attila – Der Hunne (Attila)
- 2002: Python 2
- 2003: Dark Waters
- 2003: Deep Shock (Fernsehfilm)
- 2003–2009: McLeods Töchter (McLeod's Daughters, Fernsehserie, 151 Folgen)
- 2006: Submission
- 2009: The Cut (Fernsehserie, eine Folge)
- 2009–2011: Random Acts of Kindness (Fernsehserie)
- 2009: Rescue Special Ops (Fernsehserie, fünf Folgen)
- 2012: Nachbarn (Neighbours, Fernsehserie, 16 Folgen)